# Le Cailar
Le Cailar ist eine französische Gemeinde mit 2.566 Einwohnern (Stand: 1. Januar 2022) im Département Gard in der Region Okzitanien. Le Cailar gehört zum Arrondissement Nîmes und zum Kanton Aigues-Mortes.

## Geografie
Le Cailar liegt nahe den Städten Nîmes und Montpellier in der sogenannten kleinen Camargue. Durch die Gemeinde fließen der Vistre und die Rhôny. Umgeben wird Le Cailar von den Nachbargemeinden Condognan und Vergéze im Norden, Vestric-et-Candiac im Nordosten, Vauvert im Osten, Saint-Laurent-d’Aigouze im Süden und Südwesten, Aimargues im Westen sowie Aigues-Vives im Nordwesten.

## Geschichte
Das Gebiet der Gemeinde ist seit dem 6. Jahrhundert v. Chr. besiedelt, als es noch Lagunenhafen zum Mittelmeer war. Erste schriftliche Quellen nennen Castellus im Jahr 675. 1382 wurde die Burganlage geschleift. 

### Bevölkerungsentwicklung
| Jahr      | 1962 | 1968 | 1975 | 1982 | 1990 | 1999 | 2006 | 2017 |
| --------- | ---- | ---- | ---- | ---- | ---- | ---- | ---- | ---- |
| Einwohner | 1109 | 1158 | 1222 | 1412 | 1929 | 2311 | 2369 | 2412 |

## Sehenswürdigkeiten
- Kirche Saint-Étienne, um 1090 gebaut, seit 1951 Monument historique
- evangelische Kirche
- Rathaus aus dem 18. Jahrhundert
- Haus Fernand Granon
- Anglas-Turm aus dem 14. Jahrhundert
- Stierkampfarenen von Le Cailar von 1925, seit 1993 Monument historique

## Persönlichkeiten
- Abdias Maurel (Ende des 16. Jahrhunderts–1705), Kavallerieführer
- François Mingaud (1771–1847), Karambolagespieler, Erfinder des Queue